# پل پرسیادو
پل بی پرسیادو (متولد ۱۱ سپتامبر ۱۹۷۰ با نام بئاتریس پرسیادو)، نویسنده، فیلسوف و کتابدار، که کارش بر موضوعات کاربردی و نظری مرتبط با هویت، جنسیت، پورنوگرافی، معماری و تمایلات جنسی متمرکز است. پرسیادو در ابتدا به عنوان یک نویسنده زن شناخته می‌شد، اما در سال ۲۰۱۰م. فرایند «انتقال آهسته» را آغاز و شروع به مصرف تستوسترون کرد و در نهایت فرایند انتقال پزشکی را انجام داد. از این زمان به بعد او علناً خود را یک تراجنسیتی و همچنین فمینیست معرفی می‌کرد.

## حرفه
پرسیادو با بورسیه فولبرایت برای تحصیل از اسپانیا به مدرسه نیواسکول در نیویورک رفت و موفق به اخذ مدرک کارشناسی ارشد رشته فلسفه از این دانشگاه شد. ژاک دریدا و اگنس هلر استادان راهنمای پرسیادو در این دانشگاه بودند. علی‌رغم وقفهٔ کوتاهی در تحصیل، پرسیادو روابط نزدیکی با بسیاری از استادان برقرار کرد. در سال ۱۹۹۹م. دریدا، یکی از استادان پرسیادو، از او برای تدریس در سمیناری در پاریس در مورد بخشش و هدیه در دوران تحول جنسی دعوت کرد. پس از انتقال به شغل حرفه‌ای خود، او و شریک جدیدش، آلبرتو پرز، شروع به برگزاری انجمن‌های توانمندسازی در جوامع فقیر کردند. سپس برای تکمیل تحصیلات خود در رشته دکترای فلسفه و تئوری معماری در دانشگاه پرینستون به ایالات متحده بازگشت، او در سال ۲۰۱۰م. از رسالهٔ دکتری خود با عنوان پورنوتوپیا: معماری و جنسیت در پلی بوی در دوران جنگ سرد دفاع کرد، و بعداً آن را در قالب کتاب منتشر کرد و برنده جایزه ساد در فرانسه شد.
پرسیادو استاد رشتهٔ تاریخ سیاسی بدن، نظریه جنسیت و تاریخ عملکرد در دانشگاه پاریس VIII بوده‌است، او همچنین مدیر برنامه مطالعات مستقل (PEI) در موزه هنرهای معاصر بارسلون (MACBA) بوده‌است. علاوه بر این او متصدی برنامه‌های عمومی اسناد ۱۴، کاسل و آتن بود.
او از ژانویه سال ۲۰۱۳م. به‌طور منظم با وب‌سایت Liberation.fr متعلق به روزنامه فرانسوی لیبراسیون، در ستونی با موضوع جنسیت، روابط جنسی، عشق و قدرت زیستی، همکاری کرده‌است.

## زندگی شخصی
پرسیادو در ابتدا به عنوان یک نویسنده زنِ لزبین شناخته می‌شد، او در سال ۲۰۱۴م. اعلام کرد که در حال گذار جنسی است و در ژانویه ۲۰۱۵م. نام کوچک خود را به پل تغییر داد. پرسیادو از سال ۲۰۰۵ تا ۲۰۱۴ میلادی با نویسنده و کارگردان فرانسوی ویرژینی دپانت زندگی کرد.

## معتاد تستو ۲۰۰۸
در سال ۲۰۰۸، کتاب معتاد تستو: سکس، دارو، و زیست‌سیاستی در دوران فارماکوپورنوگرافیک، را نگاشت، این کتاب بازگوکننده تجربه خودش، در استفاده خودسرانه از تستوسترون است. این کتاب در اسپانیا (باعنوان Testo yonqui) و سپس در فرانسه منتشر شد. این اثر بعداً در سال ۲۰۱۳م. به انگلیسی نیز ترجمه شد.
پرسیادو در پیش‌گفتار این کتاب نوشته: «این کتاب یک خاطره نیست» بلکه «یک مقاله است». او دارویی موضعی به نام Testogel مصرف می‌کند، مصرف این دارو برای ادای احترام به نویسنده فرانسوی گیوم دوستان، دوست همجنس‌بازش که به اچ‌آی‌وی مبتلا شد و بر اثر مصرف بیش از حد و تصادفی دارویی که مصرف می‌کرد، درگذشت، است. پرسیادو به بررسی سیاسی شدن بدن توسط آنچه او «سرمایه‌داری فارماکوپورنوگرافیک» می‌گوید، می‌پردازد.
پرسیادو عمل مصرف تستوسترون را هم سیاسی و هم عملکردی توصیف کرده، و هدف آن خنثی کردن مفهوم جنسیت است که در بدن شخص توسط سیستم تمایلات جنسی و پیشگیری از بارداری رمزگذاری شده‌است.
در این اثر، پرسیادو تغییرات ناشی از تستوسترون را از نقطه نظر رابطه با ویرژینی دپانت (که در کتاب از او با نام"VD" یاد شده‌است، توصیف و تجزیه و تحلیل می‌کند. معتاد تستو همچنین به جنبه سیاسی داروهای دیگری که بدن را متحول می‌کنند، می‌پردازد، مانند کنترل بارداری، ویاگرا، داروهای مورد استفاده در دوپینگ، پروزاک و استروژن.
به گفته پرسیادو، تمام ساختار جنسی بدن بر اساس یک «فناوری فارماکوپرنوگرافیک» مشترک «قابل فهم» می‌شوند. او معتقد است چیزی به نام جنسیت بدون فناوری وجود ندارد. منظور از فناوری در معنای وسیع آن، از فناوری‌های نوشتاری گرفته تا تولیدات بیوشیمیایی و تصویری، است.

## آیا هیولا می‌تواند صحبت کند؟
در ۱۷ نوامبر ۲۰۱۹م. پرسیادو در مدرسه آرمان فرویدی - جامعه‌ای متشکل از روانکاوان لاکانی - سخنرانی کرد و در آن زندگی خود را به عنوان یک مرد ترنس توصیف کرد و احکام روانکاوی را به چالش کشید. او فقط توانست یک چهارم سخنرانی آماده شده خود را پیش از هو شدن روی صحنه ارائه کند. متن کامل سخنرانی او بعداً در قالب یک کتاب کوچک منتشر شد.
در متن کامل سخنرانی، پرسیادو خود را هدف قضاوت پزشکی مخاطبان دانست و خود را به هیولای فرانکنشتاین و پیتر قرمز تشبیه کرد - شخصیت پیتر قرمز در داستان کوتاه فرانتس کافکا «به نام گزارش به آکادمی» زندگی را به عنوان میمون آغاز می‌کند، انسانیت را می‌آموزد. و در یک سخنرانی گزارشی از خود در یک کنفرانس علمی ارائه می‌دهد. پرسیادو ادعا کرد که عمل و مفاهیم روانکاوی (و آسیب‌شناسی آن در مورد افراد تراجنسیتی) مبتنی بر عینیت علمی نیست، بلکه منعکس کننده جهان بینی دگرجنس‌گرا هنجاری مردان سفیدپوستی است که این رشته را پایه‌گذاری کرده و به کار می‌برند. در بخش دوم این کتابچه، پرسیادو به سه نکته اشاره می‌کند. اول: او ادعا کرد که دیدگاه دوتایی جنسیت (زن و مرد) که معیار روانکاوی است، یک ویژگی ذاتی واقعی نیست، بلکه صرفاً یک دیدگاه تاریخی است که پیش از آن پارادایم‌های دیگری وجود داشته‌است. پرسیادو با استناد به بقراط، جالینوس و وسالیوس ادعا می‌کند که پیش از این دیدگاهی «تک‌جنسیتی» وجود داشته که در آن مردان و زنان در یک پیوستار وجود داشته‌اند و هر کدام صرفاً نمونه‌های برتر و پایین‌تر موجودات موجود در یک گونه هستند. دوم: پرسیادو خاطرنشان کرد که علوم روان‌شناسی و پزشکی واژگانی را در طول قرن بیستم ابداع کردند (مثلاً ترنس‌جنسی و بین‌جنسیتی) که برای توصیف استثناهای دیدگاه دوتایی جنسیتی، و همچنین آسیب‌شناسی آن‌ها با حفظ چارچوب‌های پارادایماتیک این علوم بوده‌است. سوم: پرسیادو افزایش مشکلات جنسیتی را در طول قرن بیست و یکم پیش‌بینی کرده و از جوامع خواسته که در اصول روانکاوی خود تجدید نظر کند.

## پرسیادو، ایران، مهسا امینی
پرسیادو در ۶ اکتبر ۲۰۲۲ میلادی، در رابطه با اعتراضات مردم ایران، پس از کشته شدن مهسا امینی، با انتشار مقاله‌ای در وب سایت آرت فروم از زنان ایرانی حمایت کرده و در بخشی از این مقاله نوشته:
تارهای، سیاه و سفید مو، اکنون روی شانه‌های شما می‌ریزند. از زمانی که شیلیایی‌ها با شعارهایشان با متجاوزان روبرو شدند، چیزی هیجان‌انگیزتر و شادی‌آورتر از این ندیدم. جمجمهٔ تراشیدهٔ شما مانیفستی برهنه است: شجره نامه‌ای از نقاط ناشناخته پانک‌های دهه ۷۰ و دایک‌های سر تراشیدهٔ دهه ۸۰ را به قیام شما پیوند می‌دهد. ریزش موهای شما بیانیه‌ای از عدم پذیرش، و ضد دیدگاه دو جنسی پدرسالاری است. چه کسی تصور می‌کرد موهای شما قدرتر از قدرت باشد. کلمات و قیچی‌ها سلاح‌های معجزه‌آسایی هستند. شما سی و سه ساله هستید. شما سیزده ساله هستید شما شصت و سه ساله هستید. و در سال ۳۰۰۰ هستیم. فرقی نمی‌کند ایرانی هستی یا کرد، در ورسای به دنیا آمده‌ای یا غنا، اگر قیچی می‌تواند موها را کوتاه کند، پس می‌تواند هویت و تابعیت سیاسی را نیز برش دهد.— پل.بی. پرسیادو

## انتشارات
- پورنوتوپیا: مقاله ای در مورد معماری و زیست سیاسی پلی بوی. نیویورک، کتاب زون. 2014.اُسی‌ال‌سی ۸۸۳۳۹۱۲۶۴.[۱۴]
- Testo Junkie: جنسیت، مواد مخدر، و سیاست زیستی در عصر فارماکوپورنوگرافی . انتشارات فمینیستی در دانشگاه سیتی نیویورک. 2013.[۱۰]
- "رژیم دارویی-پورنوگرافی: جنسیت، جنسیت و ذهنیت در عصر سرمایه‌داری پانک» در استرایکر، سوزان، و آرن زی آیزورا. The Transgender Studies Reader 2. 2013.اُسی‌ال‌سی ۸۲۴۱۲۰۰۱۴OCLC 824120014
- Manifiesto contrasexual (مانیفست ضدجنسی). ۲۰۰۲. – با الهام از تز میشل فوکو.[۱۵]اُسی‌ال‌سی ۷۴۵۹۹۸۱۸۲OCLC 745998182
- آپارتمانی در اورانوس لندن، بریتانیا: Fitzcarraldo Editions ; لس آنجلس، کالیفرنیا: Semiotext(e). 2020. Tr. شارلوت ماندل[۱۶]

## هنر و تصدی‌گری
- La International Cuir. Museo Nacional Centro de Arte Reina Sofía، مادرید، اسپانیا. (کیوریتور)
- PRO-CHOICE در هنر جمعه. فریبورگ، سوئیس سرپرستی پتونیا، با دعوت از کورین شارپنتیه.[۱۷] (در نمایش)
- La Pasión Según Carol Rama در Museu d'Art Contemporani de Barcelona.[۱۸]